# O tu qui servas armis ista moenia
Il cosiddetto Ritmo delle scolte modenesi (o Canto o Poema delle scolte modenesi), indicato anche tramite il primo verso (O tu qui servas armis ista moenia), è una composizione lirica latina anonima composta sul finire del X secolo per incoraggiare le sentinelle (scolte) che montavano di guardia sulle mura di Modena. 
Il poema contiene interpolazioni posteriori (versi 11-16, 25-26, 30-34), ma la sua notazione musicale è sopravvissuta. 
Mostra una decisa influenza della poesia virgiliana, e della poesia classica in generale, ma è di particolare interesse per l'uso sapiente della metrica classica che si incontra con quella accentuativa, dato che il trimetro giambico equivale ad un quinario piano unito ad un senario sdrucciolo.
Il latinista britannico Peter Godman la definì di una "bellezza incantevole".
Francesco Novati suggerì che la canzone sia stata scritta da un monaco all'interno della sua cella ascoltando l'eco delle cantilene delle guardie di ronda sulle mura. Tale interpretazione romantica è stata superata: circa alla stessa epoca della composizione di tale poema, le mura di Modena vennero rafforzate per la minaccia magiara, e negli stessi manoscritti contenenti il canto delle scolte sono conservate preghiere di supplica per la salvezza dalle razzie ungare.
Nel canto rientrano quindi la tradizione ecclesiastica delle veglie liturgiche (che è noto si tenessero a Modena all'epoca) e quella militare delle vigiliae murorum (sentinelle). Venne con ogni probabilità composto per l'uso durante le messe che precedevano l'invio degli uomini ai turni di guardia.
Il poeta invoca la benedizione di Cristo, della Vergine, e San Giovanni Evangelista, cui venne consacrata in città una cappella il 26 luglio 881, data che consente di collocare il poema in tale contesto storico. La cappella di Santa Maria e San Giovanni si trovava accanto ad una porta cittadina, dove probabilmente le guardie si radunavano e si univano ai religiosi nel canto di tale inno. 
Il poeta cita due episodi dell'antichità classica per incoraggiare le guardie: la Guerra di Troia, e come la città si salvò mentre Ettore montava di guardia; e le oche sacre del Campidoglio (riportate da Virgilio e Servio), che avevano difeso Roma dai Galli.
I versi 17–18 del canto ("Pro qua virtute facta est argentea / Et a Romanis adorata ut dea") sembrano essere un'invenzione dell'autore, basata sulla sua lettura di Servio - o piuttosto di Isidoro di Siviglia, che copiò e tramandò l'opera di Servio.

## Testo
La versione tramandata del testo si trova nel Codice O.I.4 Isidori Mercatoris Decretalium Collectio (foglio 154v), conservato nella biblioteca Capitolare del Duomo di Modena.
(Cod. O.I.4 Isidori Mercatoris Decretalium Collectio)

La pergamena del resto mostra aggiunte e correzioni: ad esempio dopo la parola "Romulea" si legge, scritto con differente mano: 
Due versi ai quali, sul fondo del foglio, lo stesso amanuense aggiunge:
Alla stessa mano si deve del resto la parola "teothocos" (Madre di Dio), scritta sopra una rasura.
Infine, accanto alla riga 22, una terza mano scrive un richiamo a due fogli seguenti, sui quali si trovano alcuni versi inneggianti a San Geminiano e alla protezione dagli Ungari, versi scritti palesemente per farne un'aggiunta all'Inno delle scolte: 

## Approfondimenti
- Giulio Bertoni, Il “ritmo delle scolte modenesi”, Modena, G. T. Vincenzi & Nipoti, 1909.
- Il Canto delle scolte modenesi, Modena, Societa tipografica modenese, 1948.
- Giuseppe Vecchi, Il Canto delle scolte modenesi: la notazione musicale, Modena, Societa tipografica modenese, 1950.
- O Tu Qui Servas, su YouTube. URL consultato il 10 ottobre 2016.